# Svenska Tecknare
Svenska Tecknare är en medlemsstyrd intresseorganisation för professionella utövare inom illustration och grafisk formgivning.

## Verksamhet
Svenska Tecknare organiserar yrkesverksamma inom ett brett spektrum av visuell kommunikation. Illustratörer och grafiska formgivare är de största grupperna. Serieteckning, animation och spel är växande områden. Svenska Tecknare arbetar dels med stöd till medlemmarna, men också med att stärka alla som är verksamma inom fältet. Svenska Tecknare är medlem i KLYS, en paraplyorganisation för bland annat upphovsrätt, kulturpolitik, trygghetssystem och yttrandefrihet.
Den viktigaste verksamheten är kvalificerad rådgivning inom arvoden, avtal och juridik, arbete för att stärka upphovsrätten, kultur- och näringspolitik för att förbättra medlemmarnas villkor, utbildning och inspiration samt att skapa nätverk mellan medlemmarna. Svenska Tecknare har cirka 1500 medlemmar.

## Historik
Innan 1955 var Konstnärernas riksorganisation (KRO) den enda yrkesorganisationen som tecknare kunde ansluta sig till. Men bokillustratören Einar Norelius som satt i KRO:s styrelse kände att han hade svårt att få gehör för specifika tecknarfrågor och 1955 grundades därför Svenska Tecknare. År 1975 bildades Illustratörcentrum som en arbetsförmedling med statligt stöd. Svenska Tecknare och Illustratörcentrum delar lokaler sedan 1979.

### Tecknaren
Svenska Tecknare ger sedan 1977 ut tidningen Tecknaren, som bevakar illustration, grafisk form, animation och serieteckning genom reportage, intervjuer, analyser och essäer. och speglar gärna bevakningsområdena i andra fält eller genom internationella utblickar. Tecknaren kommer ut med sex nummer per år.

### Knut V Pettersson-stipendiet
Svenska Tecknare delar sedan 1973 årligen ut Knut V Pettersson-stipendiet till en förtjänt tecknare över fyrtio år. Petterson var tecknare, grafiker och målare. Fonden instiftades 1972 av hans änka Kerstin och förvaltas av Svenska Tecknare.

### Kolla!
Sedan 2003 arrangerar Svenska Tecknare det årliga evenemanget Kolla! där man bland annat delar ut priser inom illustration, grafisk design och rörlig bild. Det finns även möjlighet för publiken att rösta fram en egen vinnare.

### Prata!
Prata! är en samtalsserie som genom inbjudna gäster fördjupar frågeställningar och aktuella ämnen inom Svenska Tecknares område. Samtalen är öppna och gratis för alla och äger rum på regelbunden basis runtom i Sverige. Samtalen spelas in och distribueras som poddradio.

## Ordförande i Svenska Tecknare
- 1955–1957 Einar Norelius [2]
- 1957–1958 Yngve Svalander [2]
- 1958–1959 Kurt Jungstedt [2]
- 1959–1963 Edward Lindahl [2]
- 1963–1965 Gösta Kriland [2]
- 1965–1966 Mark Sylwan [2]
- 1966–1967 Erik Prytz [2]
- 1967–1971 Svenolov Ehrén [2]
- 1971–1974 Ulf Löfgren [2]
- 1974–1976 Inga Borg [2]
- 1976–1976 Stig E H Rousk [2]
- 1976–19?? Birgitta Watz [a]
- 19??–???? Leif Eriksson [4]
- 2006–2015 Lennart Eng [5]
- 2015–2018 Karin Ahlin [5]
- 2019–         Josefine Engström [1]